# جان ریدلی استروپ
جان ریدلی استروپ (انگلیسی: John Ridley Stroop؛ ‏ ‎/struːp/‎؛ ‏ ۲۱ مارس ۱۸۹۷ – ۱ سپتامبر ۱۹۷۳) روان‌شناس اهل ایالات متحده آمریکا بود. وی بین سال‌های ۱۹۲۱ تا ۱۹۶۸ میلادی فعالیت می‌کرد و پژوهش‌هایش در زمینه شناخت و نظریه تداخل امروزه توسط برخی صاحبنظران به عنوان معیار طلایی در مطالعات مربوط به تمرکز و کنترل توجه در انسان تلقی می شود و آنچنان اثرگذار و عمیق است که همچنان در مقالات قرن ۲۱ ذکر می‌شود. با این حال، دین و مسیحیت شور واقعی زندگی او بود و روان‌شناسی صرفاً برایش یک شغل بود. وی مدرک کارشناسی را در سال ۱۹۲۴ و مدرک کارشناسی ارشدش را در سال ۱۹۲۵ دریافت کرد و برای گرفتن دکترا به فعالیت و پژوهش در زمینهٔ روان‌شناسی تجربی با گرایش به روان‌شناسی تربیتی پرداخت. مدتی استاد دانشگاه فناوری تنسی بود و سپس به دانشکدهٔ دیوید لیپسکام رفت و مدت ۱۱ سال رئیسِ آنجا و همچنین مدیرِ دپارتمانِ روان‌شناسی بود.
نام او امروزه بیشتر به سبب ابداع و تشریح اثر استروپ در یادها مانده است.